# Rhamphomyia himalayana
Rhamphomyia himalayana är en tvåvingeart som beskrevs av Enrico Adelelmo Brunetti 1913. Rhamphomyia himalayana ingår i släktet Rhamphomyia och familjen dansflugor. Inga underarter finns listade i Catalogue of Life.